# Dodda Bilagodu, Hosanagara
Dodda Bilagodu là một làng thuộc tehsil Hosanagara, huyện Shimoga, bang Karnataka, Ấn Độ.